# 古賀インターチェンジ

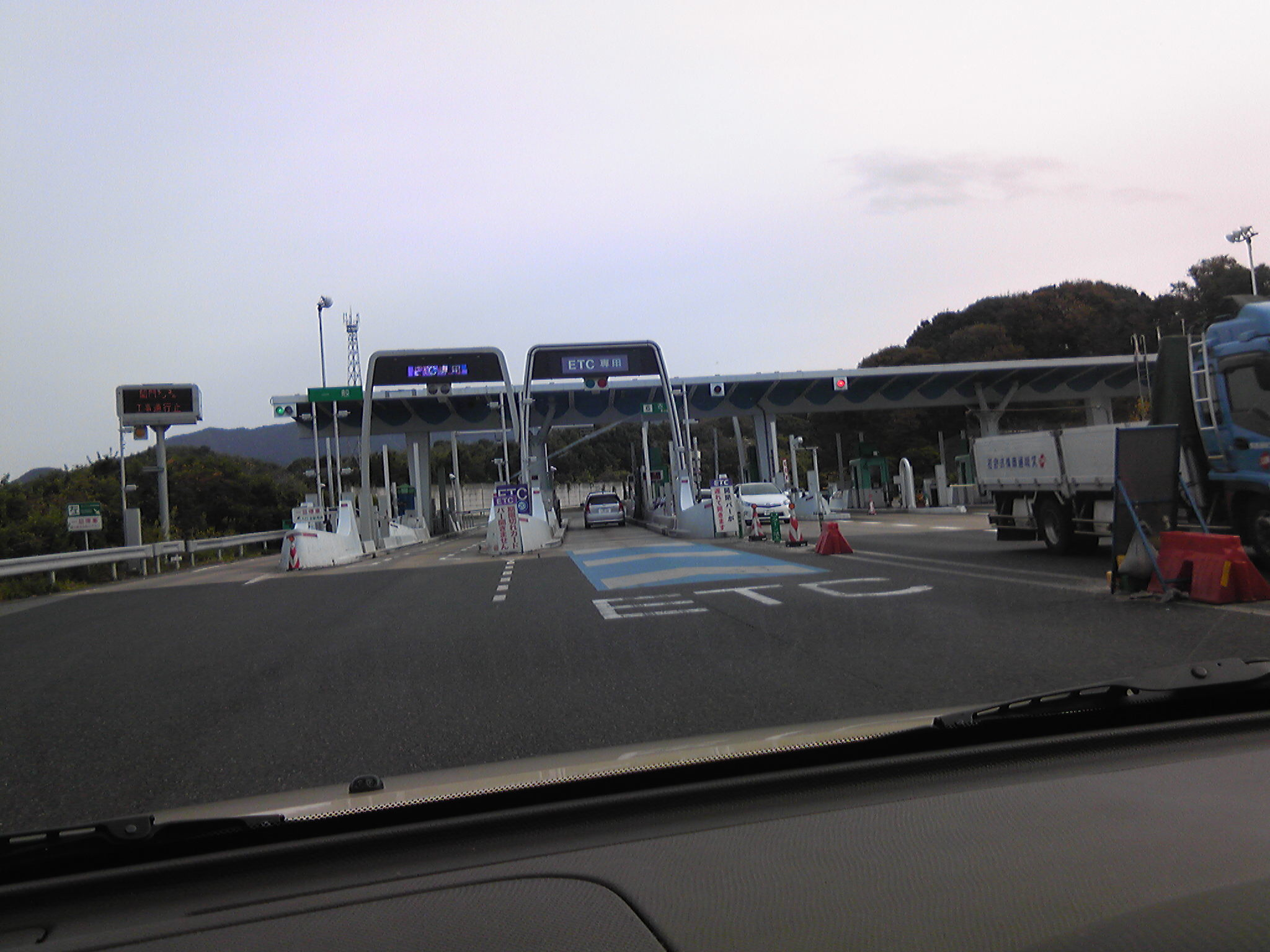
入口料金所

古賀インターチェンジ（こがインターチェンジ）は、福岡県古賀市にある九州自動車道のインターチェンジである。

## 道路
- E3 九州自動車道（6番）

## 接続する道路
- 国道3号（香椎バイパス）
- 福岡県道35号筑紫野古賀線

## 歴史
- 1975年3月13日 : 鳥栖JCT - 古賀IC間開通
- 1977年7月21日 : 若宮IC - 古賀IC間開通

## 料金所
- ブース数：8

### 入口
- ブース数：3
  - ETC専用：2
  - 一般：1

### 出口
- ブース数：5
  - ETC専用：2
  - 一般：3（うち自動収受機2）

## 周辺
- 宮地嶽神社
- 宗像大社
- 海ノ中道
- イオンモール福津
- 古賀グリーンパーク

## 隣
E3 九州自動車道
(5)若宮IC - 古賀SA - (6)古賀IC - (7)福岡IC